# Natalie Maines
Natalie Louise Maines (Lubbock, 14 de outubro de 1974) é uma cantora e compositora estadunidense de música country, que conseguiu sucesso comercial como a vocalista do grupo Dixie Chicks.

## Vida pessoal
Natalie se formou em 1992 na Lubbock High School. É filha do músico de country Lloyd Maines. Natalie é casada com o ator Adrian Pasdar (do seriado Heroes); têm dois filhos, Jackson Slade Pasdar (nascido em 15 de março de 2001) e Beckett Finn Pasdar (nascido em 14 de julho de 2004). Natalie já se referiu a si mesma como "Natalie Pasdar". A família tem casas em Los Angeles e em Austin.
Natalie se juntou ao grupo feminino de country Dixie Chicks em 1995, aos 21 anos de idade. O grupo já existia desde 1989. Além de ser a vocalista, Natalie também toca alguns instrumentos como violão, guitarra, baixo, entre outros. É integrante da PETA e dedica-se a causas filantrópicas.

## Participações especiais
- 1995: Dancehall Dreamer (vocais de fundo), Pat Green.
- 1997: "Snowing on Raton", George's Bar, Pat Green.
- 2001: "The Wedding Song", Step Right Up, Charlie Robison.
- 2001: "Too Far From Texas", Trouble in Shangri-La, Stevie Nicks.
- 2002: "Abilene", C'mon C'mon, Sheryl Crow.
- 2004: "El Cerrito Place", Good Times, Charlie Robison.
- 2005: "Mary" (com Patty Griffin), Songs for Tsunami Relief: Austin to South Asia, vários artistas.
- 2006: "How I Go", Lights and Sounds, Yellowcard.
- 2006: "The Man", Nightcrawler, Pete Yorn.
- 2008: "Another Day (That Time Forgot)", Home Before Dark, Neil Diamond.